# Natriumselenit
Natriumselenit ist das Natriumsalz der Selenigen Säure (H2SeO3) mit der chemischen Formel Na2SeO3. Es liegt in Form nadelförmiger, weißer, hygroskopischer Kristalle vor.

## Vorkommen
Natriumselenit kommt natürlich in tierischem Gewebe vor.

## Gewinnung und Darstellung
Das Salz lässt sich durch Auflösen von Selendioxid in Natronlauge gewinnen, wobei die durch Reaktion des Selendioxids mit Wasser entstehende Selenige Säure mit dem Natriumhydroxid zu Natriumselenit reagiert:
{\displaystyle \mathrm {SeO_{2}+\ H_{2}O\rightarrow H_{2}SeO_{3}} }
{\displaystyle \mathrm {H_{2}SeO_{3}+2\ NaOH\rightarrow Na_{2}SeO_{3}+2\ H_{2}O} }
Nettoreaktion:
{\displaystyle \mathrm {SeO_{2}+2\ NaOH\rightarrow Na_{2}SeO_{3}+H_{2}O} }

## Eigenschaften

### Physikalische Eigenschaften
Natriumselenit ist ein farb- und geruchloser, feuchtigkeitsempfindlicher Feststoff. Er hat eine monokline Kristallstruktur mit der Raumgruppe P21/a (Raumgruppen-Nr. 14, Stellung 3).
Die Standardbildungsenthalpie für festes Natriumselenit liegt bei −959 kJ/mol für das wasserfreie Salz bzw. bei −2404 kJ/mol für das Pentahydrat.
Das Selenit-Ion ist pyramidal mit C3v-Symmetrie aufgebaut, der Abstand zwischen Sauerstoff- und Selenatom beträgt 1,74 Å.
Bei ca. 40 °C gibt das Pentahydrat sein Kristallwasser ab.

### Chemische Eigenschaften
Aus Natriumselenit wird durch Reduktionsmittel wie Ascorbinsäure sehr leicht rotes amorphes Selen abgespaltet.

## Verwendung

### Technisch
Natriumselenit wird zur Rotfärbung von Glas und Porzellan (Reduktion zu rotem Selen), als Bestandteil von Fixierbädern und zur Prüfung der Keimfähigkeit von Saatgut verwendet. In Schweden wird in Kunststoff eingebettetes Natriumselenit zur Fällung von Quecksilberionen als unlösliches Quecksilberselenid in Seen verwendet.
Des Weiteren dient es als Nachweisreagenz für Alkaloide.

### Gesundheitsbezogen
Medizinisch wird Natriumselenit (auch als Natriumselenit-Pentahydrat) gegeben bei einem Selenmangel, der nicht durch Ernährung ausgeglichen werden kann, etwa bei Verdauungs- und Verwertungsstörungen, oder bei einer langfristig fehlender Selenzufuhr (was insbesondere Regionen in Höhenlagen Zentralafrikas und Asiens betrifft) oder bei Mutationen in Genen, die den Selenstoffwechsel und damit die Selenoproteinsynthese beeinträchtigen.
Außerdem wird es zur Behandlung von der Keshan-Krankheit eingesetzt.  Weiterhin gibt es Studien die eine Unterstützung bei der Prävention von Krankheiten wie Hashimoto-Thyreoiditis nahelegen.
Als Nahrungsergänzungsmittel wird Selen beispielsweise zur Unterstützung des Immunsystems, zur Unterstützung der normalen Schilddrüsenfunktion, zur Erhaltung normaler Haare  und Nägel sowie zum Schutz der Zellen vor oxidativem Stress verwendet. Eine unzureichende Selenzufuhr, die normale Haare und Nägel beeinträchtigt, ist für die EU-Bevölkerung – in Anbetracht der der Europäischen Behörde für Lebensmittelsicherheit (EFSA) vorgelegten Daten – nicht belegt. Auch als Zusatzstoff in der Tierernährung kann Natriumselenit eingesetzt werden.